# Neisseria meningitidis
Neisseria meningitidis, denumit adesea și meningococ, este o specie de bacterie Gram-negativă din genul Neisseria, fiind un agent etiologic al meningitei. Au fost raportate și cazuri de transmitere prin sex oral, producând uretrite în cazul bărbaților.

## Caracteristici
Pentru meningococ este specifică așezarea în pereche, sub formă de diplococ. Este o bacterie Gram-negativă, cu o membrană externă și internă și un strat subțire de peptidoglican între cele două membrane. Mărimea sa este de 0,6–1,0 micrometri. Este o bacterie care dă pozitiv testul pentru citocrom c-oxidază.
N. meningitidis se regăsește și în flora non-patogenă a omului, la nivelul nazofaringelui, la aproximativ 5–15% dintre adulți. Bacteria colonizează și infectează doar omul, și nu a fost izolată de la niciun alt animal. Se crede că acest fapt derivă din inabilitatea bacteriei de a procura fier din alte surse în afara transferinei și lactoferinei umane.